# Майк Раундз
Маріон Майкл «Майк» Раундз (англ. Marion Michael «Mike» Rounds; нар. 24 жовтня 1954, Гурон, Південна Дакота) — американський політик з Республіканської партії. Він був губернатором штату Південна Дакота з 2003 по 2011. У 2014 обраний до Сенату США.

## Біографія
Раундз є старшим з одинадцяти дітей у родині. Названий на честь дядька, вбитого на Тихоокеанському театрі воєнних дій під час Другої світової війни. Сім'я переїхала до Пірра, коли Майку було три роки.
У 1977 році здобув ступінь бакалавра в галузі політології Університету штату Південна Дакота.
З 1991 по 2000 рік Майк Раундз був членом Сенату штату Південна Дакота. У 1995 році його обрали лідером більшості в Сенаті, цю посаду він обіймав протягом шести років. Раундз був приведений до присяги як 31-й губернатор Південної Дакоти 7 січня 2003, переобраний у 2006 році.
Після відходу з посади губернатора Раундз став членом ради Центру двопартійної політики.
Одружений з 1978 року та має четверо дітей. За віросповіданням католик.